# 1948年の中日ドラゴンズ
1948年の中日ドラゴンズ（1948ねんのちゅうにちドラゴンズ）では、1948年の中日ドラゴンズの動向をまとめる。
この年の中日ドラゴンズは、杉浦清選手兼任監督の3年目（1946年から監督代行を含む）のシーズンである。このシーズンから、「中日ドラゴンズ」と改称した。

## 概要
1946年に親会社の中日新聞社にあやかるべく、「中部日本」に球団名を変更するも翌年からドラゴンズのニックネームを入れ、最終的に戦後初の2位となったチームは中部日本を略して中日に変更。中日球場の完成までこの年巨人も使用する後楽園球場を本拠地にしてスタートした。開幕時は好調だったが、5月に5勝11敗1分、6月に6連敗などで4勝13敗と打って変わってBクラスに転落。夏場に復調するも、8月28日からまさかの11連敗で最下位が決定的となり、9月24日から6連敗。10月は10勝11敗1分と健闘するも、終盤はほとんど勝てず11月7日から5連敗で閉幕。最後は優勝の南海に34.5ゲームを、5位の急映に10ゲームも付けられて2年ぶりの最下位に転落し、杉浦監督は辞任して選手選任となり指揮権はこの年総監督だった天知俊一の手に委ねられることになった。投手陣はこの年巨人から移籍の近藤貞雄をはじめ服部受弘、星田次郎などがローテを守ってチーム防御率もリーグ6位の2.99と健闘するも、先発陣で勝ち越したのは星田だけで、近藤は防御率2点台を記録するも7勝23敗で最多敗を記録し、清水秀雄が12勝17敗、服部が16勝19敗でそれぞれ負け越すなど打線の援護がない試合も目立った。チームは一進一退を繰り返しながらも徐々に戦力を整えていき、1954年の球団初優勝と日本一につながる。

## チーム成績

### レギュラーシーズン
| 1 | 右 | 山本尚敏   |
| 2 | 中 | 茅野秀三   |
| 3 | 三 | 国枝利通   |
| 4 | 一 | 大沢清     |
| 5 | 遊 | 杉浦清     |
| 6 | 左 | 水野良一   |
| 7 | 投 | 服部受弘   |
| 8 | 捕 | 上林繁次郎 |
| 9 | 二 | 宮下信明   |

| 順位 | 4月終了時 | 4月終了時 | 5月終了時 | 5月終了時 | 6月終了時 | 6月終了時 | 7月終了時 | 7月終了時 | 8月終了時 | 8月終了時 | 9月終了時 | 9月終了時 | 最終成績 | 最終成績 |
| ---- | --------- | --------- | --------- | --------- | --------- | --------- | --------- | --------- | --------- | --------- | --------- | --------- | -------- | -------- |
| 1位  | 南海      | --        | 南海      | --        | 南海      | --        | 大阪      | --        | 南海      | --        | 南海      | --        | 南海     | --       |
| 2位  | 大陽      | 4.0       | 阪急      | 6.0       | 大阪      | 4.5       | 南海      | 0.5       | 大阪      | 4.0       | 巨人      | 2.5       | 巨人     | 5.0      |
| 3位  | 中日      | 4.5       | 大阪      | 7.0       | 阪急      | 8.0       | 巨人      | 6.0       | 巨人      | 7.0       | 阪急      | 11.0      | 大阪     | 17.0     |
| 4位  | 大阪      | 5.0       | 金星      | 7.5       | 金星      | 10.0      | 阪急      | 7.0       | 阪急      | 12.5      | 大阪      | 11.0      | 阪急     | 20.0     |
| 5位  | 阪急      | 6.0       | 中日      | 11.0      | 巨人      | 13.5      | 金星      | 7.5       | 大陽      | 14.0      | 大陽      | 13.0      | 急映     | 24.5     |
| 6位  | 巨人      | 6.0       | 巨人      | 11.5      | 急映      | 15.0      | 中日      | 11.5      | 中日      | 15.0      | 金星      | 15.0      | 大陽     | 25.5     |
| 7位  | 急映      | 7.0       | 急映      | 12.0      | 大陽      | 15.5      | 急映      | 13.5      | 金星      | 15.5      | 急映      | 20.0      | 金星     | 25.5     |
| 8位  | 金星      | 7.5       | 大陽      | 13.0      | 中日      | 17.5      | 大陽      | 14.0      | 急映      | 20.0      | 中日      | 23.5      | 中日     | 34.5     |

| 順位 | 球団             | 勝 | 敗 | 分 | 勝率 | 差   |
| ---- | ---------------- | -- | -- | -- | ---- | ---- |
| 優勝 | 南海ホークス     | 87 | 49 | 4  | .640 | -    |
| 2位  | 読売ジャイアンツ | 83 | 55 | 2  | .601 | 5.0  |
| 3位  | 大阪タイガース   | 70 | 66 | 4  | .515 | 17.0 |
| 4位  | 阪急ブレーブス   | 66 | 68 | 6  | .493 | 20.0 |
| 5位  | 急映フライヤーズ | 59 | 70 | 11 | .457 | 24.5 |
| 6位  | 大陽ロビンス     | 61 | 74 | 5  | .452 | 25.5 |
| 7位  | 金星スターズ     | 60 | 73 | 7  | .451 | 25.5 |
| 8位  | 中日ドラゴンズ   | 52 | 83 | 5  | .385 | 34.5 |

## 表彰選手
| リーグ・リーダー |
| ---------------- |
| 受賞者なし       |

| ベストナイン |
| ------------ |
| 選出なし     |